# La Mie de pain
 (décembre 2022).
La Mie de pain est une association reconnue d’utilité publique dont la devise « De l’urgence à l’insertion » résume l’objectif : fournir une aide d’urgence aux personnes en difficultés et accompagner leur réinsertion sociale et professionnelle. Elle a également vocation à sensibiliser les citoyens aux difficultés liées à la précarité et  l’exclusion.

## Histoire

### Naissance de La Mie de pain
La Mie de Pain trouve ses fondations en 1887 lorsque Paulin Enfert crée un patronage destiné aux enfants désœuvrés du quartier pauvre de la Bièvre. En décembre 1891, des enfants de ce patronage se désolent de n'avoir rien à offrir à manger aux « pauvres » qu'ils visitent. L'un de ces enfants, ayant observé un oiseau mangeant un morceau de mie de pain jeté par terre, a cette réflexion « On donne bien du pain aux oiseaux, pourquoi ne pas en demander pour nourrir les gens ? » 
Avec l'idée de créer une sorte de soupe populaire, le petit groupe se met en quête de matériel, organise une collecte de nourriture auprès des commerçants du quartier, installe une marmite dans les locaux du patronage et accueille, le premier soir, près d'une vingtaine de personnes. Le bouche à oreille aidant, il en viendra toujours davantage, jusqu'à plusieurs centaines !
À partir de cette date, elle ouvre chaque hiver le jour de Noël et devient rapidement une véritable institution. Elle voit défiler parmi ses bénévoles de nombreuses personnalités, telles que le poète et écrivain Charles Péguy, Pierre Lhande, les frères Jean et Jérôme Tharaud ou encore Jean Nohain. Outre l'aspect charitable de l'initiative; Paulin Enfert voit également dans La Mie de pain un moyen d'initier les jeunes du patronage à l'exercice concret de la charité. Lui-même y est très souvent présent.

### Développement de La Mie de pain
Au fil des ans, les activités se diversifient. Le patronage se poursuit pour les plus jeunes (activités physiques, intellectuelles, culturelles, religieuses), tandis qu’en marge de La Mie de pain, de nombreuses autres œuvres de charité sont créées : un vestiaire des pauvres, des consultations médicales gratuites, un secrétariat.

### La Mie de pain de 1945 à nos jours
L'association La Mie de pain est reconnue d’utilité publique en 1984 et agréée par le Comité de la Charte – Don en confiance en 2010, agrément renouvelé en novembre 2016. En 2017, elle fête ses 130 ans d’existence et continue de venir en aide aux personnes en situation de précarité, d’exclusion et de marginalisation. Elle a pour mission de :  
- Porter assistance aux personnes en difficultés
- Héberger et apporter un accompagnement social et aider à retrouver ses repères au sein de la société
- Orienter vers une insertion professionnelle réussie et trouver un logement durable
- Faire évoluer le regard des autres sur les personnes exclues

Chaque jour, l'association accueille ou héberge 1 000 personnes dans ses différentes structures.  

## Structure et organisation

### Ses sept structures
Sept structures situées dans le 13e arrondissement de Paris incarnent les missions de l’association.
- Le Refuge est la plus ancienne structure de La Mie de pain. Ouvert en 1932, c'est le plus grand centre d’hébergement d’urgence (CHU) de France. Après deux années de travaux, il a déménagé dans de nouveaux locaux en 2014. Il accueille jusqu'à 360 personnes en chambre individuelle ou double, toute l'année et 24h/24. Il propose également 3 repas par jour aux personnes qu'il héberge (et propose un repas chaud le soir à des personnes de l'extérieur),  préparant ainsi jusqu'à 800 repas chauds au quotidien. Chaque personne hébergée au Refuge est suivie par un travailleur social en vue d'accompagner son parcours vers l'accès à l'emploi et au logement. Un pôle santé est enfin accessible pour les 360 usagers du Refuge avec la présence de médecins bénévoles, d'une infirmière, une aide-soignante et d'une psychologue.
- Le Foyer pour femmes : ouvert en décembre 2016 dans le cadre du plan hivernal, ce foyer provisoire, rue Vergniaud, compte 59 places. Il est à destination de femmes avec un long parcours de rue, dites « vieillissantes », c'est-à-dire de plus de quarante ans. Il a permis la mise à l'abri de femmes issues de l’arrondissement, certaines fréquentant les repas extérieurs de l'association ou l’ESI l’Arche d’avenirs.
- L’Arche d’avenirs : L'Arche d'avenirs est un accueil de jour labellisé espace solidarité insertion depuis 2006. Il propose une variété de services aux personnes sans-abris : espace hygiène (douches, buanderie...), consignes, accès aux soins, informations, soutien psychologique... Il compte en moyenne 250 passages quotidiens, ce qui en fait le plus important de France[8].

- Le Relais social   un service unique d’accompagnement des personnes en grande précarité, ouvert aux personnes accueillies à La Mie de pain ainsi qu’à des personnes extérieures. Cette plateforme regroupe en un même lieu une palette de prestations dans les domaines de l’accès aux droits, au logement, à l’emploi et à la santé. C'est un service instructeur du RSA (Revenu de solidarité active). Le Relais social possède un agrément pour 300 bénéficiaires du RSA et assure la domiciliation de 625 demandes, notamment de personnes hébergées par Le Refuge.

- Les Chantiers d'insertion. Le pôle Insertion par l'activité économique (IAE) de La Mie de pain comprend : un chantier d'insertion, dit remobilisant, dans le secteur de l'entretien et du nettoyage (ouvert en 2002) ; un chantier d'insertion, dit qualifiant, dans le domaine de la restauration (ouvert en 2013), formant au métier d'agent polyvalent de restauration ; et le dispositif "Premières heures" pour accompagner vers l'emploi des personnes en très grande exclusion sociale.

- La Villa de l’Aube, à la fois pension de famille et résidence sociale de l'association, il s’agit d’une structure sociale de 41 studios (dont 4 pour couples sans enfant) qui propose des habitations communautaires à des personnes désocialisées souhaitant renouer avec la société. Cette structure permet aux résidents de bénéficier du temps et du soutien nécessaires pour rétablir des liens sociaux, entamer une formation, puis retrouver un emploi et un logement autonome.En 2016, la Villa de l'Aube a fêté ses 15 ans.

- Le Foyer des jeunes travailleurs Paulin Enfert propose un logement temporaire à des jeunes âgés de 18 à 25 ans en situation d’insertion sociale et professionnelle. Il peut s’agir d’étudiants, de stagiaires, d’apprentis, de jeunes travailleurs… Son but est d’aider ces jeunes à trouver « leur place » dans la société, plus particulièrement grâce à un emploi durable et un logement autonome. Le foyer a été construit en 1968 puis réhabilité en 2009. Il offre 114 lits[9].

À la demande de l’État, dans des locaux mis à disposition par la Ville de Paris, La Mie de pain a été amenée en 2016 à plusieurs reprises à gérer des gymnases, de façon temporaire, pour mettre à l'abri des personnes migrantes issues de zones de conflit.

### Organisation
La Mie de pain, constituée en « association Loi 1901 » depuis 1920 dispose à ce titre :
- D’un Conseil d’administration élu par ses adhérents (environ 200 en 2015) lors de l’Assemblée générale extraordinaire. Le Conseil d’administration est composé de 18 administrateurs qui veillent au bon fonctionnement de l’association et appliquent les décisions prises au cours de l’Assemblée générale.

- D’un Bureau, élu par les administrateurs. Il comprend un Président, un Vice-Président, un Secrétaire, un Trésorier et Trésorier-adjoint, qui sont chargés d’exécuter les décisions prises lors de l’Assemblée générale.

L’équipe dirigeante de La Mie de pain qui met en œuvre les projets et orientations stratégiques, est confortée par 177 salariés, dont 65 salariés en insertion (chiffres 2015), qui travaillent pour l’association : directeurs d’établissements, travailleurs sociaux, animateurs-éducateurs, psychologues, agents d’accueil, équipe médicale, fonctions supports…
L’activité de La Mie de pain s’appuie également sur l'engagement de 300 bénévoles (chiffre 2015).  

### Gestion financière
Les principales ressources de La Mie de pain reposent sur les dons et sur les subventions des collectivités publiques.
Ses missions sociales de lutte contre la précarité et l’exclusion représentent 80 % de ses dépenses. Ses frais de fonctionnement représentent 12 % des dépenses. 8 % sont alloués aux frais de recherches de fonds (chiffres 2015).
La Mie de pain est membre du Comité de la Charte - Don en confiance, organisme d’agrément et de contrôle des associations et fondations faisant appel aux dons. 

### Quelques chiffres (2015)[10]
- 1 000 personnes accueillies chaque jour dans les 7 structures
- 177 salariés (dont 65 en insertion)
- 300 bénévoles
- 144 625 nuitées au Refuge
- 515 personnes hébergées en permanence au Refuge, 1 380 personnes accueillies à l'espace Bienvenue et 97 reçues dans l'espace Urgence
- 205 886 repas et 58 143 petits-déjeuners préparés et servis au Refuge
- 18 116 heures de bénévolat au Refuge, dont 771 heures médicales
- 59 429 passages à l'accueil de jour, dont 3 992 femmes et 55 437 hommes
- 1 636 personnes reçues en entretien par les travailleuses sociales de l'accueil de jour
- 1 425 domiciliations (adresses et boîtes postales permettant de mener des démarches administratives)
- 83 personnes accueillies sur le pôle insertion par l'activité économique, sur 64 postes
- 23 salariés en insertion ayant obtenu le diplôme d'agent polyvalent de restauration, sur les 23 l'ayant présenté
- 168 jeunes en situation sociale fragile logés au sein du foyer de jeunes travailleurs et 28 accompagnés vers un logement autonome
- 52 résidents hébergés durablement en studio et accompagnés vers la réinsertion grâce à la pension de famille
- 307 allocataires RSA suivis par le Relais social

## Autres sources
- Archives de La Mie de pain et du patronage Saint-Joseph gérés par l'association des amis de Paulin Enfert.